# A1 Team Italien
Das A1 Team Italien (engl. Stilisierung: A1Team.Italy) war das italienische Nationalteam in der A1GP-Serie.

## Geschichte
Das A1 Team Italien wurde vom ehemaligen Formel-1-Piloten Piercarlo Ghinzani gegründet, dessen Rennstall Team Ghinzani auch von Beginn an das Team ausrüstete.
In der ersten Saison war das Team Mittelmaß. Die ersten Punkte konnte es mit Platz sieben im Hauptrennen in Estoril durch Enrico Toccacelo einfahren. Insgesamt erzielte das Team neun Punkteplatzierungen, darunter einen zweiten Platz im Sprintrennen in Dubai und einen dritten Platz im Sprintrennen in Monterrey. Es beendete die Saison auf Rang 14 mit 46 Punkten.
In der folgenden Saison konnte das Team eine Steigerung verzeichnen. Saisonhöhepunkt war der Sieg im Hauptrennen in Peking durch Enrico Toccacelo, nachdem dieser bereits im Sprintrennen einen dritten Platz hatte feiern können. Außerdem gelangen ihm am letzten Rennwochenende in Brands Hatch zwei weitere dritte Plätze. Das Team beendete die Saison auf dem siebten Gesamtplatz mit 52 Punkten.
In der dritten Saison erlebte das Team einen starken Einbruch. Lediglich fünf Punkteresultate, darunter drei achte Plätze als bestes Ergebnis (zwei davon durch Edoardo Piscopo, einen durch Toccacelo), bedeuteten am Ende die 18. Gesamtposition mit zwölf Punkten.
Die vierte Saison verlief für das Team unwesentlich besser. Den Höhepunkt stellte die erste Pole-Position überhaupt durch Vitantonio Liuzzi für das Sprintrennen in Portimão dar, auf die ein vierter Platz als bestes Saisonresultat folgte. Mit sechs weiteren Punkteergebnissen schloss das Team die Saison auf dem 16. Gesamtrang mit 17 Zählern ab.
Das A1 Team Italien hat an allen 39 Rennwochenenden der A1GP-Serie teilgenommen.

## Fahrer
Das A1 Team Italien setzte an Rennwochenenden 14 verschiedene Fahrer ein, von denen sieben auch an den Rennen selbst teilnahmen. Außerdem kamen beim offiziellen Test in Silverstone 2006 Manuele Gatto, Davide Valsecchi und Gian Maria Gabbiani sowie beim zweiten offiziellen Test 2007 an selber Stelle Giuseppe Termine zum Einsatz.

### Übersicht der Fahrer
| Fahrer                 | RG | SR | HR | RS | 1. Pl.  | 2. Pl.  | 3. Pl.  | PP | SRR | Pkt. |
| ---------------------- | -- | -- | -- | -- | ------- | ------- | ------- | -- | --- | ---- |
| Toccacelo, Enrico      | 40 | 20 | 20 | –  | 1 (0/1) | 1 (1/0) | 4 (3/1) | 0  | 0   | 88   |
| Piscopo, Edoardo       | 22 | 11 | 11 | 5  | 0 (0/0) | 0 (0/0) | 0 (0/0) | 0  | 0   | 16   |
| Liuzzi, Vitantonio     | 4  | 2  | 2  | 1  | 0 (0/0) | 0 (0/0) | 0 (0/0) | 1  | 0   | 7    |
| Pier Guidi, Alessandro | 4  | 2  | 2  | 1  | 0 (0/0) | 0 (0/0) | 0 (0/0) | 0  | 0   | 5    |
| Busnelli, Massimiliano | 4  | 2  | 2  | –  | 0 (0/0) | 0 (0/0) | 0 (0/0) | 0  | 0   | 5    |
| Papis, Max             | 2  | 1  | 1  | –  | 0 (0/0) | 0 (0/0) | 0 (0/0) | 0  | 0   | 4    |
| Onidi, Fabio           | 2  | 1  | 1  | –  | 0 (0/0) | 0 (0/0) | 0 (0/0) | 0  | 0   | 2    |
| Rugolo, Michele        | -  | –  | –  | 8  | 0 (0/0) | 0 (0/0) | 0 (0/0) | 0  | 0   | 0    |
| Rigon, Davide          | -  | –  | –  | 2  | 0 (0/0) | 0 (0/0) | 0 (0/0) | 0  | 0   | 0    |
| Bossini, Paolo         | -  | –  | –  | 1  | 0 (0/0) | 0 (0/0) | 0 (0/0) | 0  | 0   | 0    |
| Provenzano, Frankie    | -  | –  | –  | 1  | 0 (0/0) | 0 (0/0) | 0 (0/0) | 0  | 0   | 0    |
| Montanari, Christian   | -  | –  | –  | 1  | 0 (0/0) | 0 (0/0) | 0 (0/0) | 0  | 0   | 0    |
| Coletti, Stefano       | -  | –  | –  | 1  | 0 (0/0) | 0 (0/0) | 0 (0/0) | 0  | 0   | 0    |

Legende: RG = Rennen gesamt; SR = Sprintrennen; HR = Hauptrennen; RS = Rookie-Sessions; PP = Pole-Position; SRR = schnellste Rennrunde
In der Liste nicht aufgeführt ist Andrea Montermini, der für das Team in Eastern Creek 2005 das zweite Training bestritt.

## Ergebnisse
| Saison | 1         | 1         | 2          | 2          | 3       | 3       | 4          | 4          | 5       | 5       | 6          | 6          | 7          | 7          | 8         | 8         | 9         | 9         | 10        | 10        | 11        | 11        | Rang | Punkte |
| ------ | --------- | --------- | ---------- | ---------- | ------- | ------- | ---------- | ---------- | ------- | ------- | ---------- | ---------- | ---------- | ---------- | --------- | --------- | --------- | --------- | --------- | --------- | --------- | --------- | ---- | ------ |
| 05/06  | Brands H. | Brands H. | EuroSpeed. | EuroSpeed. | Estoril | Estoril | Eastern C. | Eastern C. | Sepang  | Sepang  | Dubai      | Dubai      | Durban     | Durban     | Sentul    | Sentul    | Monterrey | Monterrey | Laguna S. | Laguna S. | Shanghai  | Shanghai  | 14.  | 46     |
| 05/06  | 16 TOC    | 19 TOC    | 17 TOC     | 23 TOC     | 11 TOC  | 7 TOC   | 10 TOC     | 23 TOC     | 17 TOC  | 4 TOC   | 2 TOC      | 11 TOC     | 22 BUS     | 6 BUS      | 14 BUS    | 16 BUS    | 3 TOC     | 5 TOC     | 19 PAP    | 7 PAP     | 16 TOC    | 9 TOC     | 14.  | 46     |
| 06/07  | Zandvoort | Zandvoort | Brno       | Brno       | Peking  | Peking  | Sepang     | Sepang     | Sentul  | Sentul  | Taupo      | Taupo      | Eastern C. | Eastern C. | Durban    | Durban    | Mexiko-S. | Mexiko-S. | Shanghai  | Shanghai  | Brands H. | Brands H. | 7.   | 52     |
| 06/07  | 23 PIE    | 6 PIE     | 14 PIE     | 20 PIE     | 3 TOC   | 1 TOC   | 22 TOC     | 13 TOC     | 11 TOC  | 4 TOC   | 9 TOC      | 8 TOC      | 15 TOC     | 12 TOC     | 12 TOC    | 22 TOC    | 7 TOC     | 4 TOC     | 10 TOC    | 7 TOC     | 3 TOC     | 3 TOC     | 7.   | 52     |
| 07/08  | Zandvoort | Zandvoort | Brno       | Brno       | Sepang  | Sepang  | Zhuhai     | Zhuhai     | Taupo   | Taupo   | Eastern C. | Eastern C. | Durban     | Durban     | Mexiko-S. | Mexiko-S. | Shanghai  | Shanghai  | Brands H. | Brands H. | ---       | ---       | 18.  | 12     |
| 07/08  | 12 TOC    | 14 TOC    | 14 TOC     | 10 TOC     | 8 TOC   | 18 TOC  | 11 PIS     | 20 PIS     | 12 PIS  | 20 PIS  | 13 PIS     | 14 PIS     | 14 PIS     | 8 PIS      | 11 PIS    | 22 PIS    | 8 PIS     | 12 PIS    | 17 PIS    | 9 PIS     |           |           | 18.  | 12     |
| 08/09  | Zandvoort | Zandvoort | Chengdu    | Chengdu    | Sepang  | Sepang  | Taupo      | Taupo      | Kyalami | Kyalami | Algarve    | Algarve    | Brands H.  | Brands H.  | ---       | ---       | ---       | ---       | ---       | ---       | ---       | ---       | 16.  | 17     |
| 08/09  | 7 ONI     | 14 ONI    | 14 PIS     | 19 PIS     | 7 PIS   | 11 PIS  | 7 PIS      | 8 PIS      | 11 PIS  | 10 PIS  | 4 LIU      | 13 LIU     | 10 LIU     | 9 LIU      |           |           |           |           |           |           |           |           | 16.  | 17     |

| Legende  | Legende            | Legende                                                          |
| Farbe    | Abkürzung          | Bedeutung                                                        |
| -------- | ------------------ | ---------------------------------------------------------------- |
| Gold     | –                  | Sieg                                                             |
| Silber   | –                  | 2. Platz                                                         |
| Bronze   | –                  | 3. Platz                                                         |
| Grün     | –                  | Platzierung in den Punkten                                       |
| Blau     | –                  | Klassifiziert außerhalb der Punkteränge                          |
| Violett  | DNF                | Rennen nicht beendet (did not finish)                            |
| Violett  | NC                 | nicht klassifiziert (not classified)                             |
| Rot      | DNQ                | nicht qualifiziert (did not qualify)                             |
| Rot      | DNPQ               | in Vorqualifikation gescheitert (did not pre-qualify)            |
| Schwarz  | DSQ                | disqualifiziert (disqualified)                                   |
| Weiß     | DNS                | nicht am Start (did not start)                                   |
| Weiß     | WD                 | zurückgezogen (withdrawn)                                        |
| Hellblau | PO                 | nur am Training teilgenommen (practiced only)                    |
| Hellblau | TD                 | Freitags-Testfahrer (test driver)                                |
| ohne     | DNP                | nicht am Training teilgenommen (did not practice)                |
| ohne     | INJ                | verletzt oder krank (injured)                                    |
| ohne     | EX                 | ausgeschlossen (excluded)                                        |
| ohne     | DNA                | nicht erschienen (did not arrive)                                |
| ohne     | C                  | Rennen abgesagt (cancelled)                                      |
| ohne     | keine WM-Teilnahme |                                                                  |
| sonstige | P/fett             | Pole-Position                                                    |
| sonstige | 1/2/3/4/5/6/7/8    | Punktplatzierung im Sprint-/Qualifikationsrennen                 |
| sonstige | SR/kursiv          | Schnellste Rennrunde                                             |
| sonstige | *                  | nicht im Ziel, aufgrund der zurückgelegten Distanz aber gewertet |
| sonstige | ()                 | Streichresultate                                                 |
| sonstige | unterstrichen      | Führender in der Gesamtwertung                                   |